# Citroën DS
Citroën DS je automobil vyšší střední třídy s pohonem předních kol vyráběný francouzskou automobilkou Citroën v letech 1955 až 1975 v mnoha provedeních, jeden z nejznámějších automobilů značky. Představen byl na autosalonu v Paříži v roce 1955. Celkem bylo vyrobeno 1 455 746 vozů. V roce 1975 byl nahrazen typem CX.
Návrh vozu zpracoval italský sochař a průmyslový designér Flaminio Bertoni a francouzský konstruktér André Lefèbvre. Hydropneumatický systém navrhl Paul Magès.
Vůz byl na svou dobu inovativní a dvacet let se nenašel žádný konkurent. Nejdůležitějším z nových řešení byl revoluční způsob odpružení. Konstruktéři firmy zavrhli konvenční řešení a nahradili jej hydropneumatickým systémem doplněným unikátním zařízením, které umožňovalo samočinnou úpravu světlé výšky vozu. Díky tomu se mohl automobil při jízdě vyrovnat s nerovnostmi v terénu. Při vypnutí zapalování se výška postupně vrátila do nejnižší polohy. Stejné zařízení sloužilo k ovládání centrálního systému, který ovládal posilovač řízení, hydraulickou spojku či kotoučové brzdy. Volant vozu měl jednu robustní příčku. Ruční řazení rychlostí bylo pod ním. Záložní kolo bylo pod kapotou před chladičem.
Vůz měl na svou dobu neobvyklý revoluční vzhled. Žertem se říká, že v době začátku kosmických letů vypadal skoro jako vesmírná loď. Zadní směrová světla ve tvaru raketových trysek byla v prodloužení okapových lišt. Úhledně řešily spojení zadní části střechy a třetího bočního sloupku. Pětisedadlová karoserie se za dvacet let prakticky nezměnila (stále si zachovával podobu se žralokem), jen v roce 1965 získala dvojici zapuštěných světlometů. Nabízely se různé verze od původního provedení. Chudší typ ID19 a pozdější D Super se používaly nejčastěji jako vozy pařížské taxislužby. V 50. a 60. letech také existovala provedení kombi s názvem Safari nebo luxusní kabriolety DS décapotable.
Ze začátku vůz poháněl zastaralý 75 k motor vozu Traction-Avant z roku 1934. V roce 1966 byl důkladně přepracován, včetně nové pětiložiskové klikové hřídele, a zvětšil mírně zdvihový objem. Měl výkon 84 koní a maximální rychlost stoupla ze 135 km/h o 10 km/h. Později byl objem ještě zvyšován, výkon dosáhl až 141 koní a maximální rychlost stoupla až na 195 km/h.

## Historie vozu
Příchod nového modelu od značky Citroën nebýval v poválečných dobách častá záležitost, vždyť pokrokový Citroën Traction Avant se udržel ve výrobě 23 let. Avšak roku 1955 byli návštěvníci Pařížského autosalonu překvapeni tvary budoucnosti nastupujícího Citroën DS. Karoserie žraločích tvarů vzešla od návrháře Flaminia Bertoniho a celý koncept od designéra André Lefebvra. Karoserie byla nápadná, když jí kvůli aerodynamickým vlastnostem scházela přední maska chladiče. Její konstrukce byla pokroková, protože jednotlivé panely byly přímo připevněny na rám.
Motor vozu byl odvozen od předchůdce, na vývoj plánovaného vzduchem chlazeného plochého šestiválce vycházejícího z konstrukce dvouválcového motoru 2CV nezbyly prostředky. Motor byl umístěn za přední nápravou, spojka a převodovka s rozvodovkou se nacházely před ním. Nezávislé zavěšení všech kol bylo důmyslné, neboť mělo samonastavitelnou výšku, která se dala stupňovitě ručně regulovat páčkou pod přístrojovou deskou. Tím se měnila světlá výška vozu, v závislosti na povaze povrchu cesty. Vpředu byla příčná ramena umístěna před hřídeli kol a vzadu ramena vlečená. Každé kolo bylo vybaveno hydropneumatickou vzpěrou nahoře plněnou plynem, pod nímž byla membrána, na kterou zespoda působil tlakový olej. Ve čtyřech těchto vzpěrách tlak oleje udržovalo čerpadlo. Tatáž čerpací jednotka dodávala tlakový olej i posilovému řízení a spojce samočinné převodovky. Brzdy měly posilovač a byly kotoučové. Jedinou počáteční slabinou byl již zastaralý motor z předchozího typu Traction Avant. 
Citroën DS se objevil i ve francouzském filmu Fantomas se zlobí, kde s ním Fantomas na konci uprchne, neboť jeho vůz uměl i létat.

### Galerie

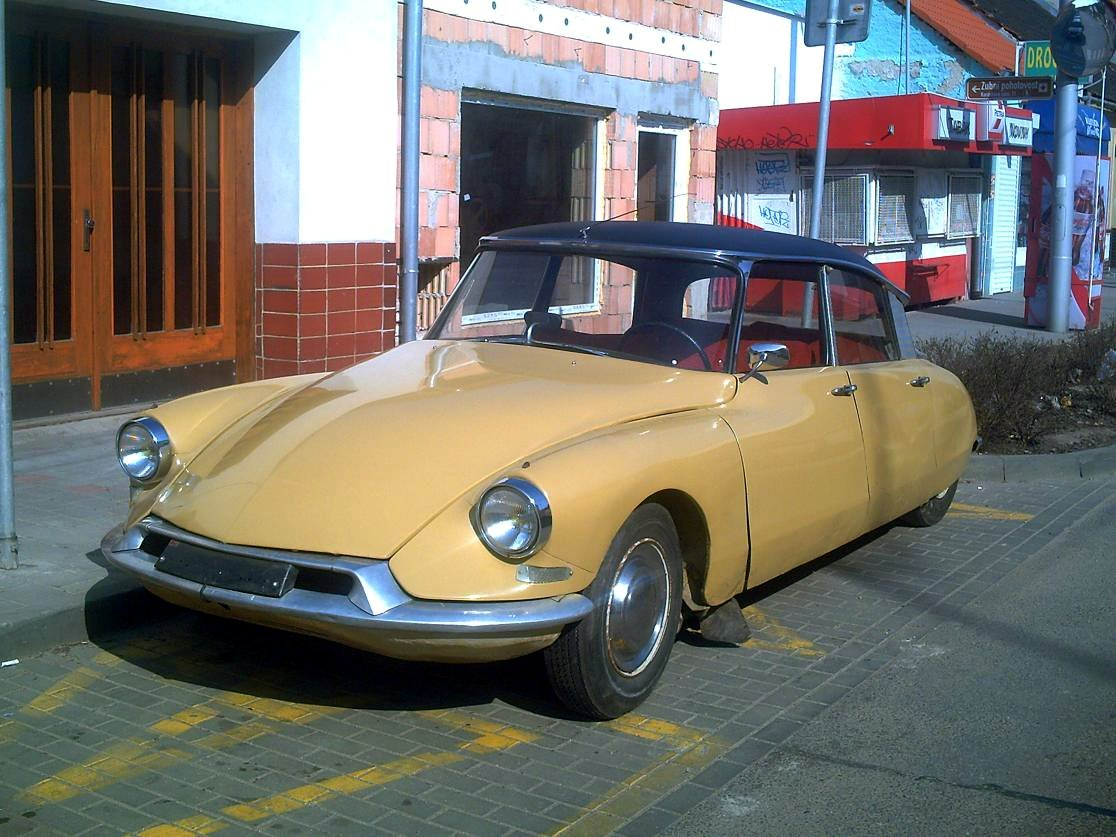
Citroën DS (1955–1962)
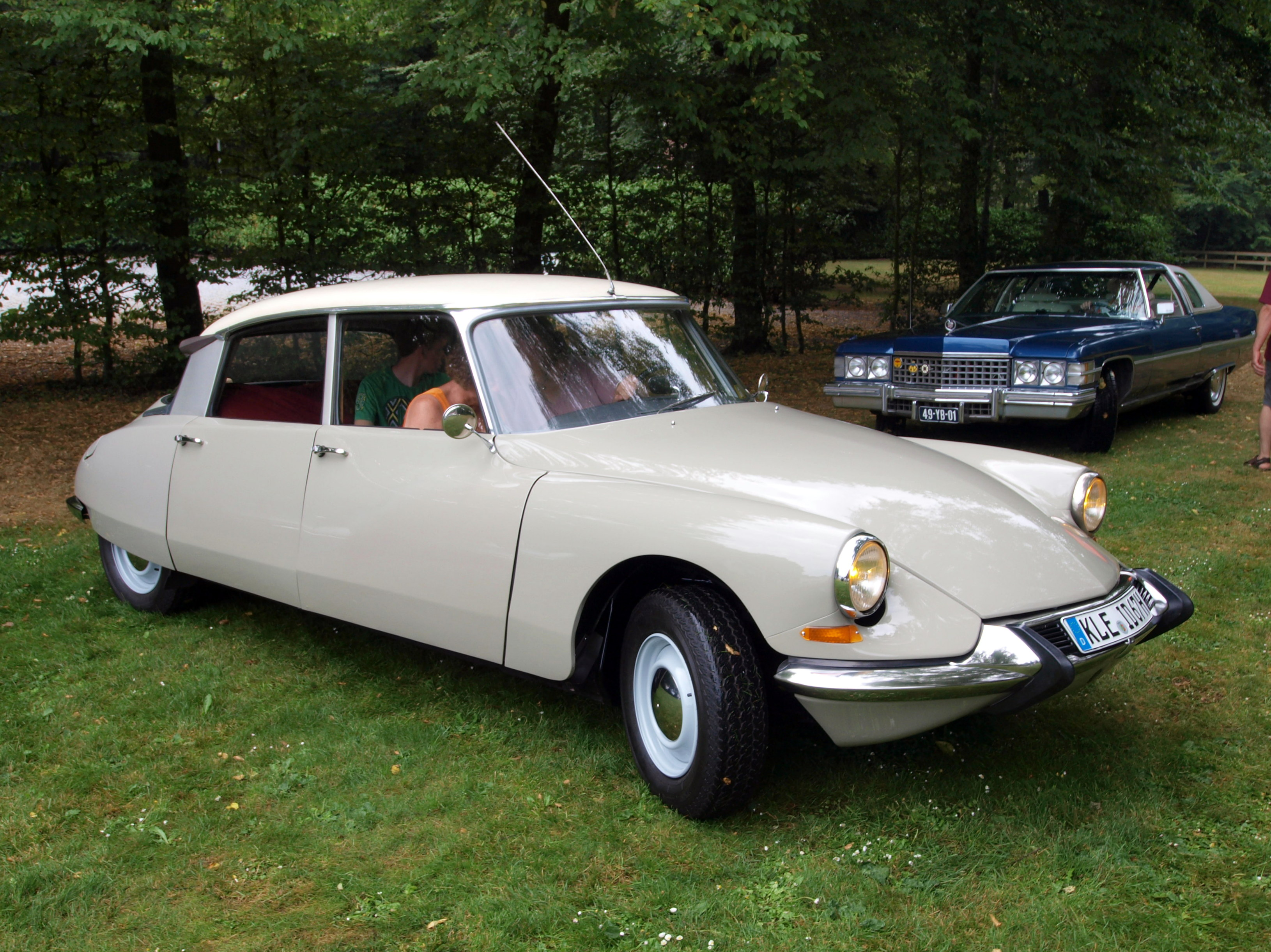
Citroën DS (1962–1967)
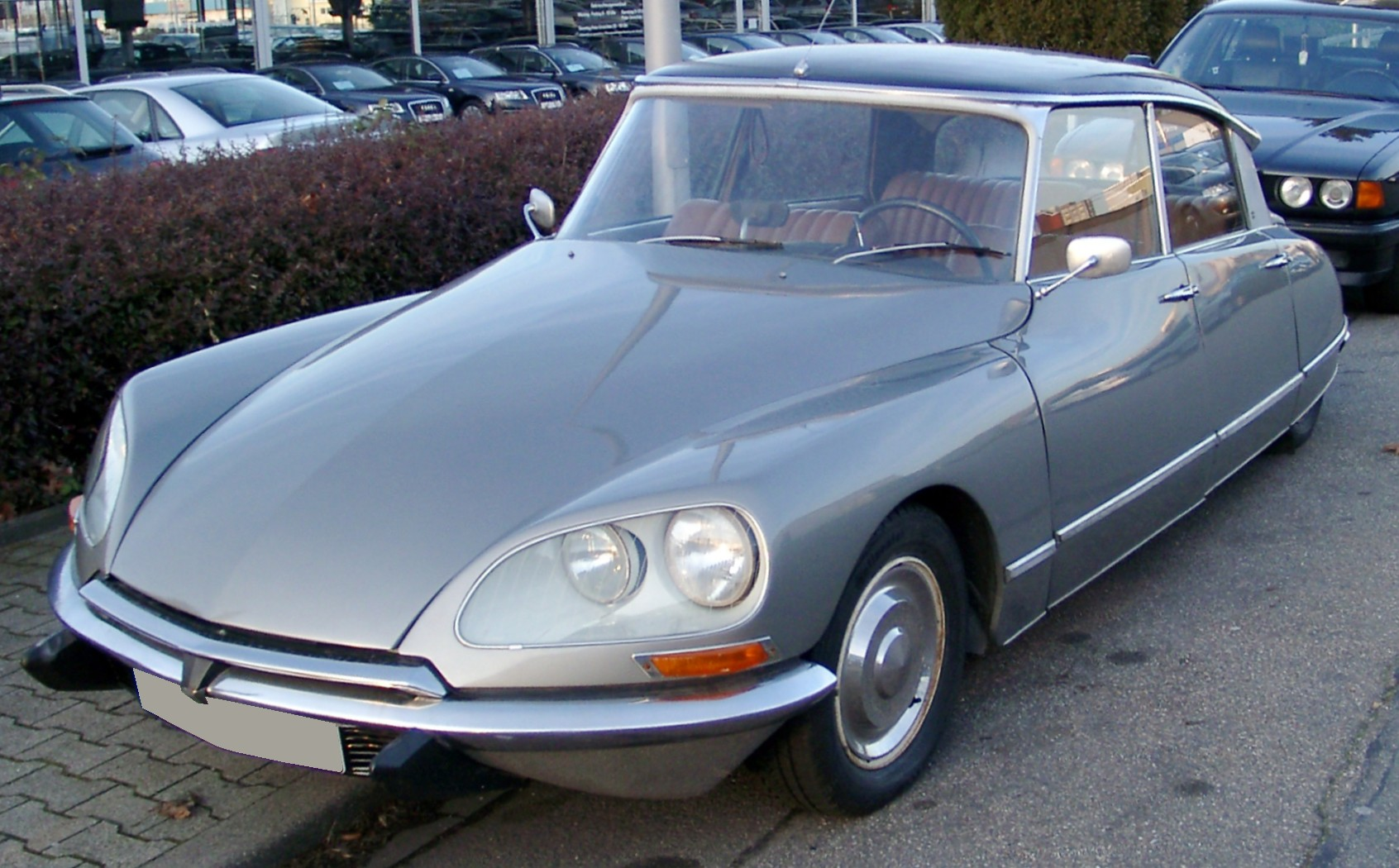
Citroën DS (1967–1975)
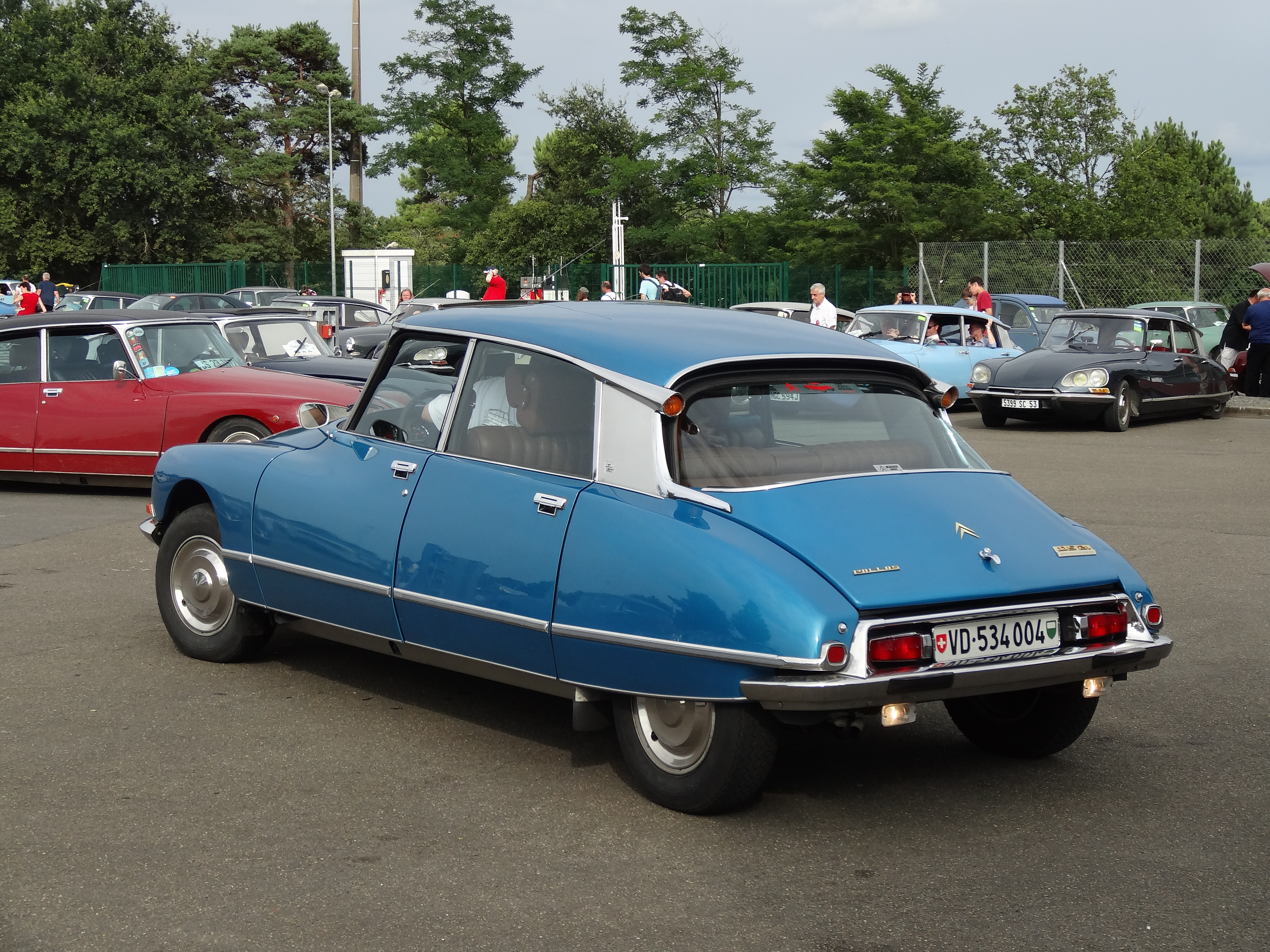
záď se střešními blinkry
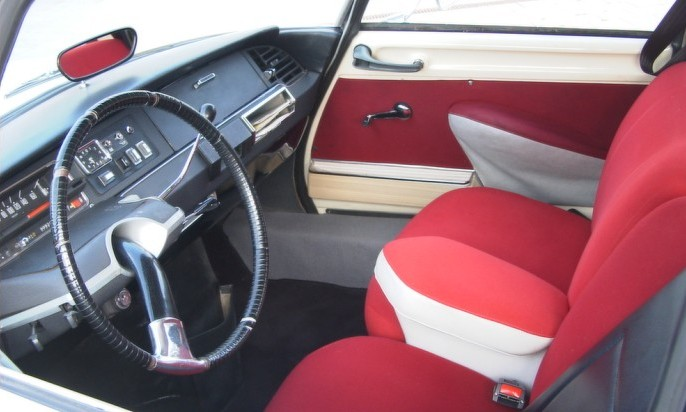
interiér ID 19 B (1969)
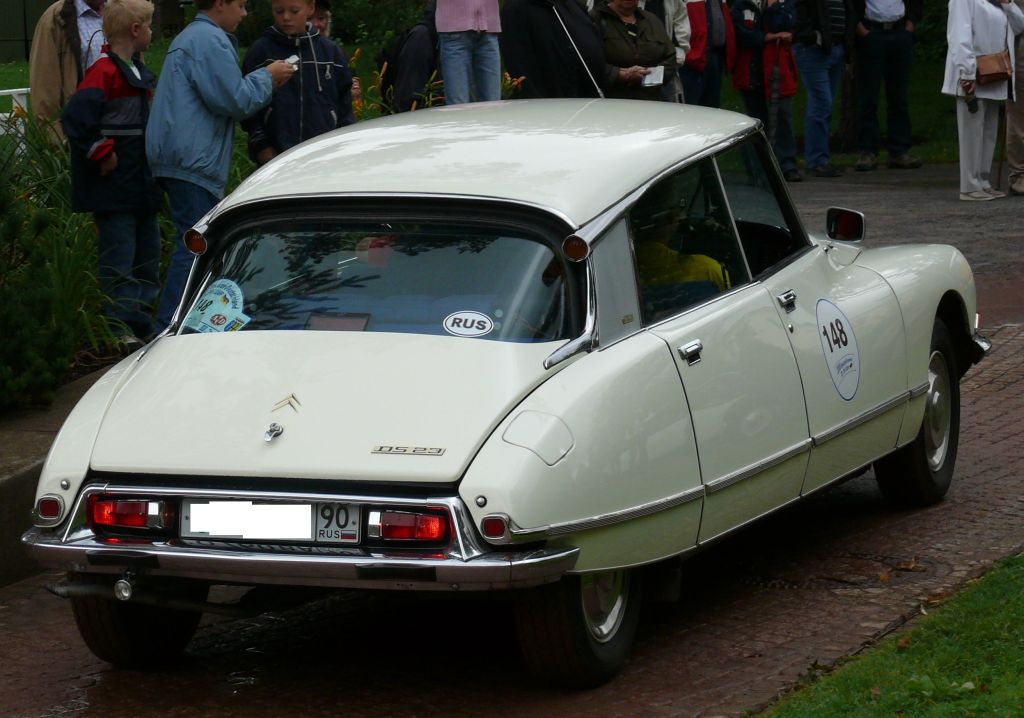
vrcholný model: DS 23 Pallas
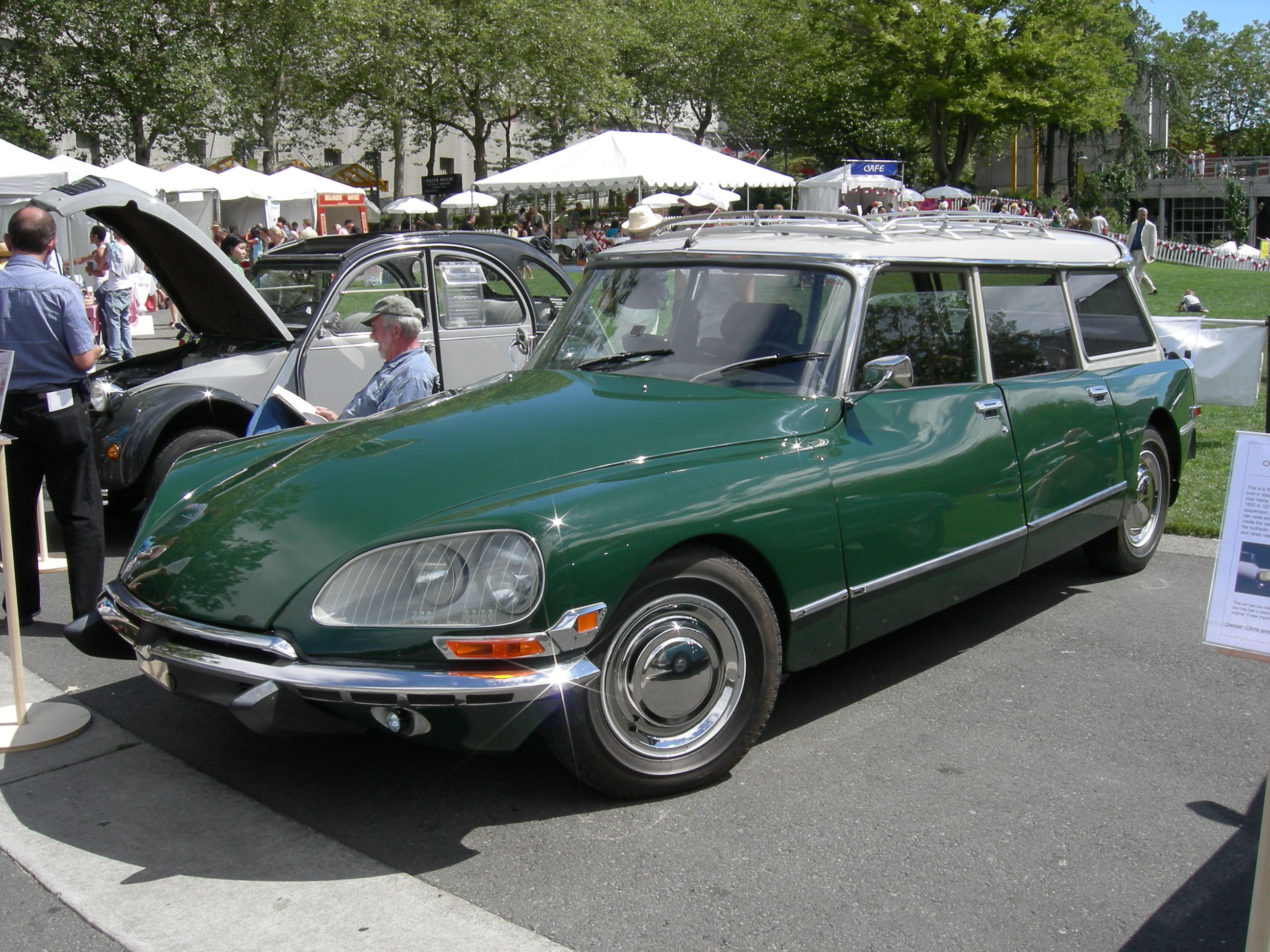
Citroën DS Break (1967–1975)
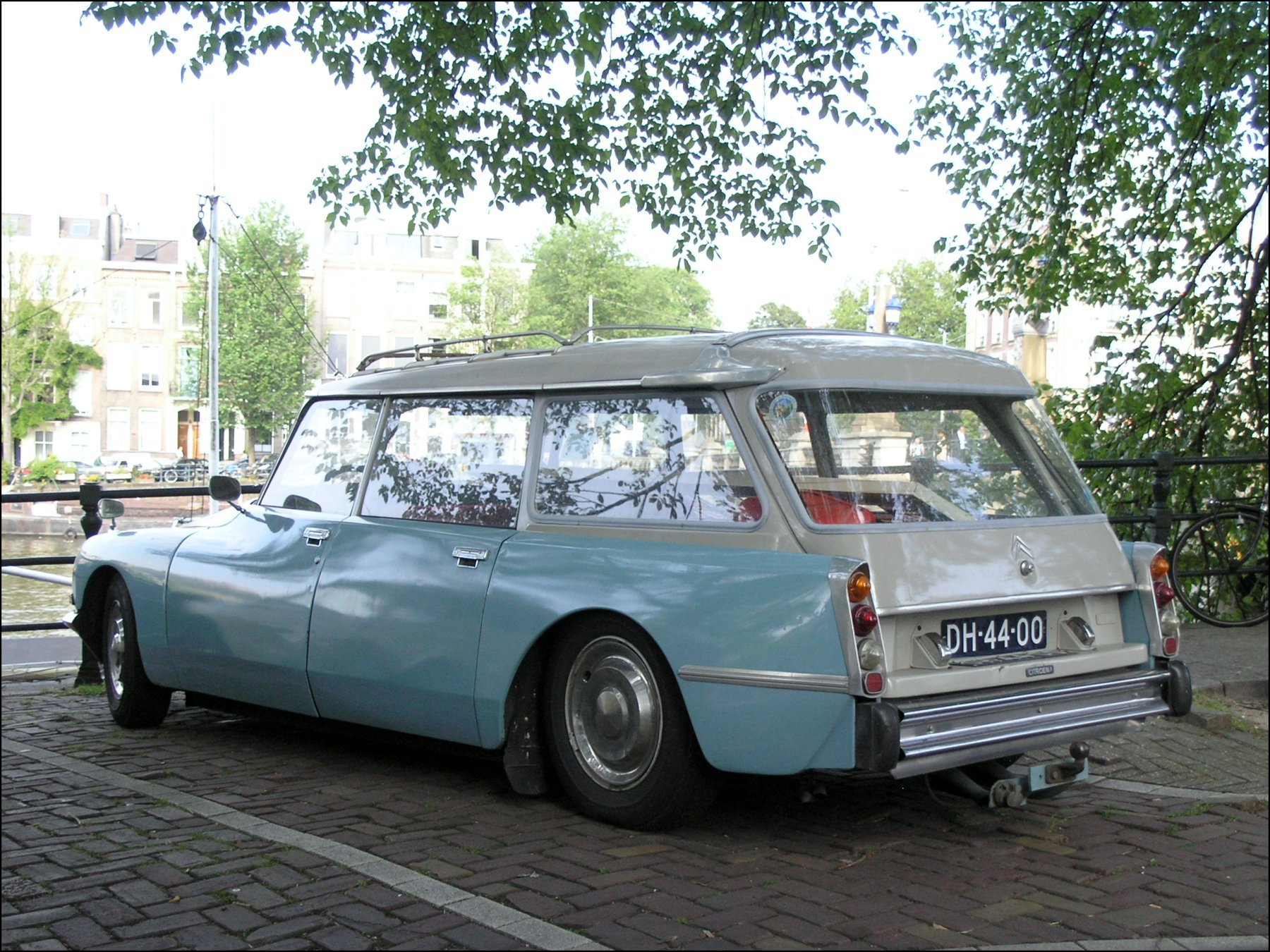
DS Break s vypuštěnou hydraulikou

## Pohodlná jízda
Tento vůz se snadno řídil a jízda byla velmi pohodlná, a to i díky měkkým sedadlům a čalounění. Vzhledem k aerodynamické karoserii měl nízký koeficient odporu vzduchu a mohl tak dosáhnout rychlosti až 137 km/h. Na zadním sedadle však bylo méně prostoru nad hlavou. V roce 1957 přišla na trh dostupnější jednodušší 66 k verze ID 19 – bez samočinné převodovky. V roce 1966 přibyly nové pohonné agregáty o objemu 2 a 2,2 litru, a rovněž luxusní verze Pallas.
V letech 1961–1971 následovala karosářská verze kabriolet a roku 1968 došlo k výměně předních světlometů (nové světlomety integrované pod průhledné kryty). U typu Pallas se přední světlomety naklápěly v závislosti na poloze předních kol, takže svítily i do zatáčky. V roce 1972 se pak objevil nejvýkonnější motor o objemu 2,3 litru s pětistupňovou převodovkou. Vůz se vyráběl až do roku 1975.

## Charakteristika vozu
- Délka – 4801 mm
- Šířka – 1778 mm
- Výška – 1473 mm
- Rozvor – 3124 mm
- Rozchod vpředu – 1499 mm
- Rozchod vzadu – 1295 mm
- Pohotovostní hmotnost – 1118 kg

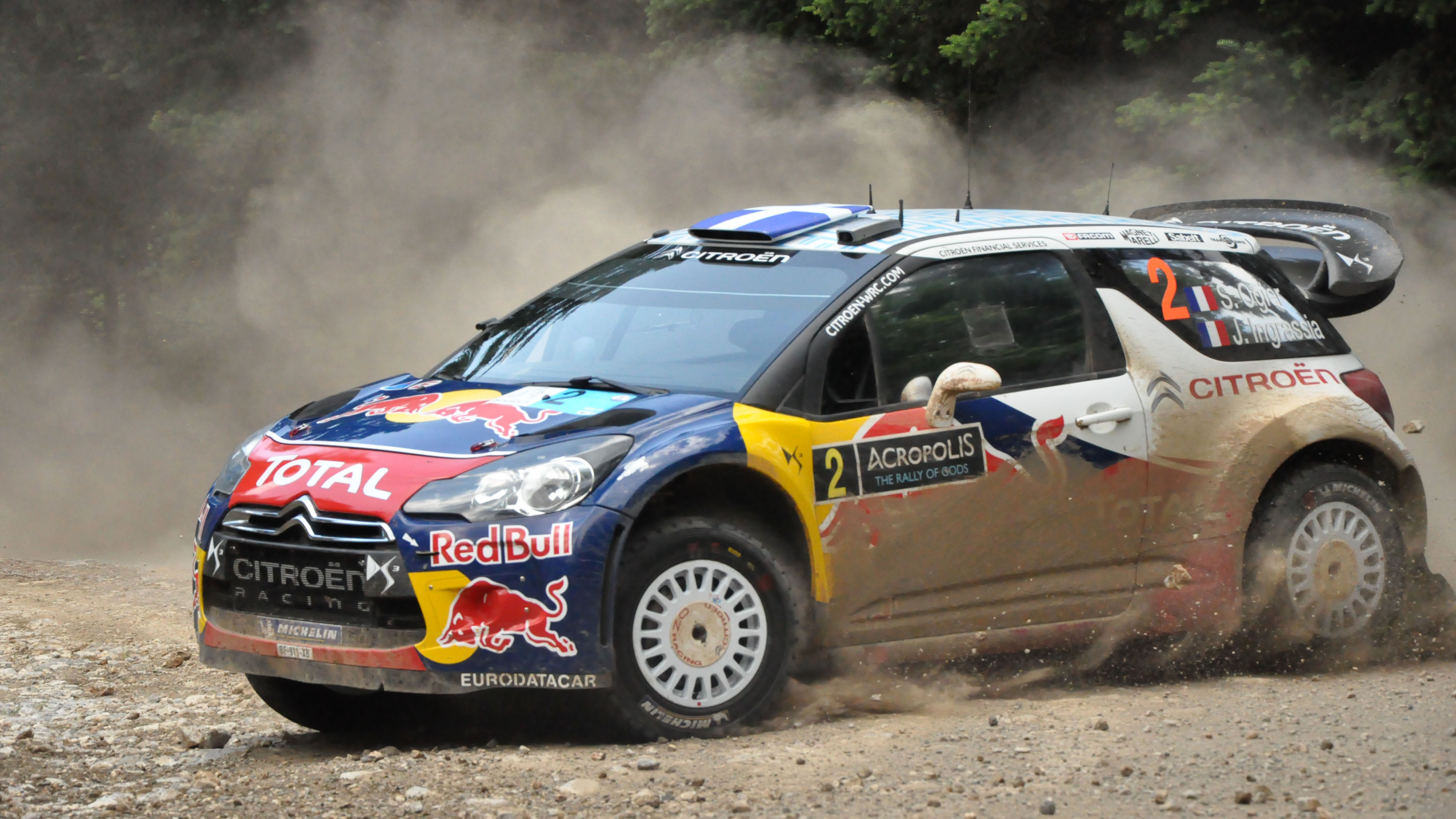
Citroën DS3 WRC

- Motor – řadový čtyřválec 1911 cm³, rozvod OHV
- Největší výkon – 56 kW,
- Točivý moment – 137 N.m/3000 ot.
- Převodovka – samočinná
- Nejvyšší rychlost – 137 km/h
- Zrychlení z 0 na 100 km/h – 22,6 s

## Současné modely DS

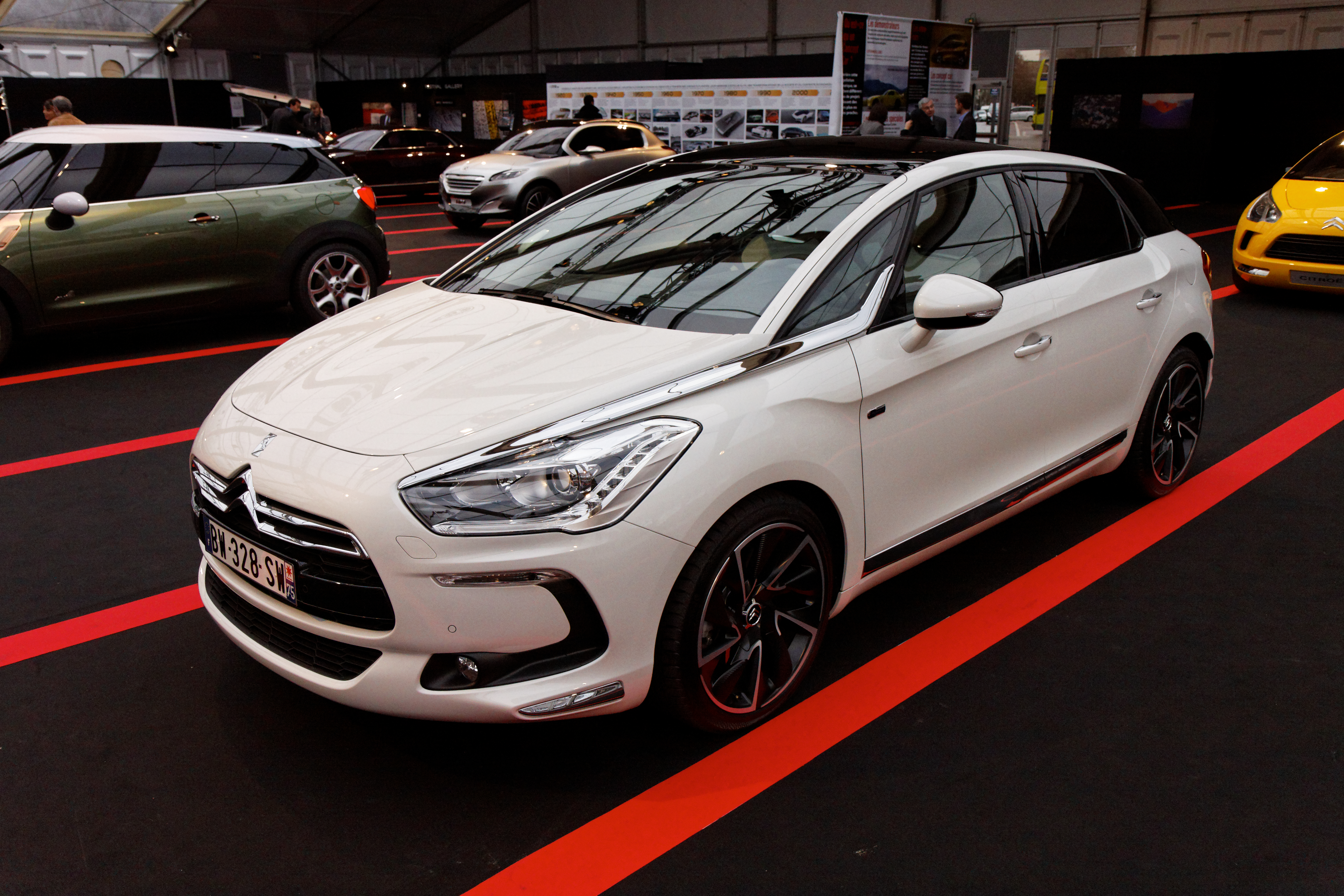
Citroën DS5

Díky popularitě staré DSky se francouzská automobilka rozhodla vyvinout zcela nové modely řady DS. Jedná se o luxusní sportovní vozy s dynamickým vzhledem.
Třídveřový hatchback DS3 je nejmenším z nich. Následovník DS4 je jeho větší a modernější verzí. Novějším modelem, který přišel na trh v březnu 2012 se stal velkoprostorový sporťák Citroën DS5. Všechny nové DSky lze sestavit na míru nejen díky volbě motorizace, ale i výběrem desítek barev částí karoserie či doplňků vozu. Nově představen DS7 vyráběným od roku 2018 pro Francii a později pro zbytek Evropy.

## Soutěžní vůz Citroën DS3 WRC
Francouzský pilot Sébastien Loeb vyhrál s modelem DS3 WRC automobilová Mistrovství světa v rallye 2011 a 2012. Vůz vychází ze sériového DS3 skeletu, jeho podvozek však prošel úpravami, např. dodáním pohonu všech čtyř kol či odpružení McPherson. Citroën DS3 WRC pohání čtyřválcový motor s přímým vstřikováním o objemu 1,6 l, jež dosahuje výkonu 300 koní.